# Scaptodrosophila smicra
Scaptodrosophila smicra är en tvåvingeart som först beskrevs av Tsacas 1980.  Scaptodrosophila smicra ingår i släktet Scaptodrosophila och familjen daggflugor.
Artens utbredningsområde är Madagaskar. Inga underarter finns listade i Catalogue of Life.